# Gmina Kożuchów
Gmina Kożuchów je polská městsko-vesnická gmina v okrese Nowa Sól v Lubušském vojvodství. Sídlem gminy je město Kożuchów. V roce 2017 zde žilo 16 096 obyvatel.
Gmina má rozlohu 179,18 km² a zabírá 23,21 % rozlohy okresu. Skládá se z 19 starostenství.

## Starostenství
- Bulin
- Broniszów
- Cisów
- Czciradz
- Drwalewice
- Dziadoszyce – Zawada
- Książ Śląski
- Lasocin – Bielice
- Mirocin Dolny
- Mirocin Górny
- Mirocin Średni
- Podbrzezie Dolne
- Podbrzezie Górne
- Radwanów
- Słocina
- Sokołów
- Solniki
- Stypułów
- Studzieniec

## Sousední gminy
Brzeźnica, Nowa Sól, Nowe Miasteczko, Nowogród Bobrzański, Otyń, Szprotawa, Zelená Hora.